# Chủ nghĩa dân tộc kinh tế
Chủ nghĩa dân tộc kinh tế, còn được gọi là chủ nghĩa yêu nước kinh tế và chủ nghĩa dân túy kinh tế, là một hệ tư tưởng ủng hộ chủ nghĩa can thiệp của nhà nước đối với các cơ chế thị trường khác, với các chính sách như kiểm soát nội địa đối với nền kinh tế, lao động, và hình thành vốn, bao gồm nếu điều này yêu cầu áp đặt thuế quan và các hạn chế khác về sự di chuyển của lao động, hàng hóa và vốn. Niềm tin cốt lõi của chủ nghĩa dân tộc kinh tế là nền kinh tế phải phục vụ các mục tiêu quốc gia.
Những người theo chủ nghĩa dân tộc kinh tế phản đối toàn cầu hóa hoặc ít nhất là đặt câu hỏi về lợi ích của thương mại tự do không hạn chế. Họ ủng hộ bảo hộ mậu dịch và ủng hộ việc tự cung tự cấp. Đối với những người theo chủ nghĩa dân tộc kinh tế, thị trường phải phụ thuộc vào nhà nước và phải phục vụ lợi ích của nhà nước (như cung cấp an ninh quốc và tích lũy sức mạnh quân sự). Học thuyết của chủ nghĩa trọng thương là một biến thể nổi bật của chủ nghĩa dân tộc kinh tế. Những người theo chủ nghĩa dân tộc kinh tế có xu hướng xem thương mại quốc tế là zero – sum (tình huống nếu một người thu được lợi ích thì người kia sẽ bị thiệt hại tương đương và ngược lại), trong đó mục tiêu là đạt được lợi ích tương đối (trái ngược với lợi ích chung).
Chủ nghĩa dân tộc kinh tế có xu hướng nhấn mạnh vào công nghiệp hóa (và thường là hỗ trợ các ngành công nghiệp với sự hỗ trợ của nhà nước), bởi vì niềm tin rằng ngành công nghiệp có hiệu ứng lan tỏa tích cực đến phần còn lại của nền kinh tế, tăng cường khả năng tự cung tự cấp và quyền tự chủ chính trị của đất nước, và là một khía cạnh quan trọng trong xây dựng sức mạnh quân sự.

## Lịch sử
Mặc dù việc đặt ra thuật ngữ “ chủ nghĩa yêu nước kinh tế” đã được cho là bắt nguồn từ nghị sĩ Pháp Bernard Carayon, song có bằng chứng cho thấy cụm từ này đã được sử dụng từ trước đó. Trong một ví dụ đầu tiên về việc sử dụng nó, vào năm 1985, để bảo vệ đề xuất của Tổng thống Reagan về hệ thống phòng thủ tên lửa của Sáng kiến Bảo vệ Chiến lược, William Safire đã viết: “ mẫu số chung của chúng ta là chủ nghĩa dân tộc – cả lòng yêu nước về quân sự và kinh tế - khiến chúng ta nghiêng về phía sức lan tỏa bảo vệ Tổ quốc.”
Vào giữa cuối những năm 1800, các nhà tư tưởng kinh tế ngươi Ý bắt đầu tập trung vào các lý thuyết của Fredrich List. Được dẫn dắt bởi các nhà kinh tế Ý như Alessandro Rossi, các chính sách ủng hộ bảo hộ mậu dịch đã đạt được động lực. Chính phủ Ý trước đây đã bỏ qua ngành công nghiệp Ý để ủng hộ thương mại với Pháp. Chính phủ Ý dường như hài lòng khi chứng kiến các cường quốc châu Âu khác hiện đại hóa và giành được ảnh hưởng thông qua các thuộc địa của họ. Nhiều nhóm khác nhau bắt đầu gây áp lực lên chính phủ Ý, từ dệt may đến các nhà sản xuất gốm, và mặc dù chính phủ Ý áp đặt thuế quan nhưng các nhà công nghiệp cảm thấy như vậy là không đủ. Sự thúc đẩy công nghiệp hóa và bảo hộ mậu dịch nhanh chóng đưa Ý vào cuộc khủng hoảng kinh tế vào năm 1887, phơi bày những thảm họa công nghiệp của Ý.
Sự đa dạng sắc tộc của Đế chế Áo – Hungary đã khiến nó trở thành một trường hợp đặc biệt về sự trỗi dậy của chủ nghĩa dân tộc châu Âu. Sự sụp đổ của Đế chế Áo- Hung, bên cạnh nguyên nhân chủ yếu là do chủ yếu sự thất bại của Đế chế trong thế chiến lần I, cũng là do thiếu sự hợp nhất kinh tế và chính trị giữa người Áo và người Slav. Mặc dù Hungary dựa vào Áo về mặt kinh tế, vì nước này cung cấp một thị trường cho sản phẩm nông nghiệp của Hungary, nhưng đã có một sự rạn nứt sâu sắc trong xã hội và kinh tế giữa người Áo và người Slav, những người tích cực tẩy chay và phản đối sự cai trị của Áo để ủng hộ quyền tự trị ở Balkan. Các khu vực trong Đế chế bắt đầu sử dụng các hình thức phân biệt giá cả để củng cố nền kinh tế quốc gia. Kết quả là, thương mại nội bộ bắt đầu thất bại. Giá ngũ cốc biến động trên khắp Đế chế sau những năm 1880 đến thế chiến thứ I, tuy nhiên sự phân chia sắc tộc của Đế chế cho thấy rằng hoạt động buôn bán ngũ cốc giữa hai vùng lãnh thổ chủ yếu là Áo, hoặc hai vùng lãnh thổ chủ yếu là người Slav, dẫn đến việc giá ngũ cốc giảm dần từ những năm 1870 đến thế chiến thứ I. Nguyên nhân chủ yếu của điều này là do sự xuất hiện ngày càng nhiều của các tuyến đường sắt vào cuối những năm 1800. Sự kết hợp thương mại duy nhất không làm cho giá ngũ cốc giảm là hai vùng lãnh thổ có quốc tịch khác nhau. Nhìn chung, giá ngũ cốc rẻ hơn và chênh lệch giá nhỏ hơn khi hai lãnh thổ giao dịch có nhiều điểm tương đồng về mặt dân tộc và ngôn ngữ.
Tại Hội nghị Tài chính về Lạm phát vào tháng 9 năm 1974, với chủ đề thảo luận về việc giải thể dần các rào cản kinh tế đối với sự vận chuyển hàng hóa, con người và dịch vụ xuyên biên giới trong thời kỳ hậu thế chiến II. Theo William E.Simon, Thư ký Kho bạc Hoa Kỳ vào thời điểm đó, lo ngại rằng lạm phát sẽ thúc đẩy chủ nghĩa dân tộc kinh tế: “ điều này có lợi ích to lớn, tuy nhiên, lạm phát có thể thúc đẩy các quốc gia trong chủ nghĩa dân tộc kinh tế.”

## Triết học
Các cơ sở triết học của chủ nghĩa dân tộc kinh tế rất khó theo dõi bởi lịch sử dài của hệ tư tưởng và sự hấp dẫn độc đáo của nó đối với các loại nhóm khác nhau. Bốn trụ cột chung xuất phát từ nguồn gốc chính trị, văn hóa, kinh tế và xã hội. Mặc dù các chi tiết xung quanh bốn trụ cột này có thể khác nhau tùy thuộc vào tình hình của mỗi quốc gia, nhìn chung vị thế và sự ổn định kinh tế của một quốc gia được ưu tiên hơn những điều khác. Trong suốt cuối thế kỉ 19 và đầu thế kỉ 20, điều này có nghĩa là sự nhấn mạnh vào bảo hộ mậu dịch, gia tăng vai trò của chính phủ, và thậm chí là chủ nghĩa thực dân, vì nó là một phương tiện để sửa đổi văn hóa và tín ngưỡng của một quốc gia bị chiếm đóng.
Ở cả Đức và Ý, Fredrich List đóng vai trò trong sự trỗi dậy của chủ nghĩa dân tộc kinh tế vào những năm 1800. List đã đưa ra những yếu tố của lý thuyết kinh tế và bản sắc dân tộc lại với nhau, ông cho rằng chất lượng cuộc sống của một cá nhân có mối tương quan với sự thành công của đất nước và là người đề xuất thuế quan nổi tiếng ở Hoa Kỳ. Ý tưởng của List về kinh tế và chủ nghĩa dân tộc đã trực tiếp thách thức các lý thuyết kinh tế của Adam Smith, vì List cảm thấy rằng Smith đã giảm vai trò của bản sắc dân tộc quá nhiều và ủng hộ cách tiếp cận toàn cầu hóa mà bỏ qua những phức tạp nhất định của đời sống chính trị.

## Ví dụ thời hiện đại
Vì chính sách là một hệ thống có chủ ý của các nguyên tắc để hướng dẫn các quyết định và đạt được kết quả hợp lý, nên danh sách sau đây sẽ là các ví dụ về chính sách chủ nghĩa dân tộc kinh tế, trong đó có học thuyết hợp lý và nhất quán gắn vời từng biện pháp bảo hộ riêng lẻ: 
- Đề xuất tiếp quản của Arcelor (Tây Ban Nha, Pháp và Luxembourg) của công ty thép Mittal (Ấn Độ)[14]
- Chính phủ Pháp đã liệt kê Danone (Pháp) là một “ngành công nghiệp chiến lược” để thúc đẩy việc mua lại tiềm năng của PepsiCo (Mỹ)[15][5]
- Bị chặn tiếp quản AutoStrade, một nhà điều hành đường thu phí của Ý bởi công ty Abertis (Tây Ban Nha)[16]
- Đề xuất tiếp quản Endesa (Tây Ban Nha) bởi E.ON (Đức) và sự đấu thầu ngược lại Gas Natural (Tây Ban Nha)[17]
- Đề xuất tiếp quản Suez (Pháp) bởi Enel (Ý) và sự phản đối của Gaz de France (Pháp)[18]
- Quốc Hội Hoa Kỳ phản đối đấu thầu Unocal (Hoa Kỳ) của CNOOC (Trung Quốc) và sự tiếp quản sau đó của Chevron (Hoa Kỳ)[19]
- Sự phản đối chính trị vào năm 2006 để bán các doanh nghiệp quản lý cảng tại 6 cảng biển lớn của Hoa Kỳ cho Dubai Ports World có trụ sở tại các Tiểu vương quốc Ả Rập Thống nhất[19]
- Các giới hạn đối với sự tham gia và sở hữu của nước ngoài trong các lĩnh vực tài nguyên thiên nhiên của Nga và các ngành công nghiệp được lựa chọn của Nga, bắt đầu từ năm 2008.[20][21]

Lý do cho chính sách bảo hộ mậu dịch kinh tế trong các trường hợp trên là khác nhau tùy theo từng giá thầu. Trong trường hợp Mtteal đấu thầu cho Arcelor, mối quan tâm chính liên quan đến việc đảm bảo cho các nhân viên của Arcelor có trụ sở tại Pháp và Luxembourg. Các trường hợp của French Suez và Spanish Endesa liên quan đến mong muốn các chính phủ châu Âu tương ứng tạo ra một “nhà vô địch quốc gia” có khả năng cạnh tranh ở cả cấp độ châu Âu và toàn thế giới. Cả chính phủ Pháp và Hoa Kỳ đều sử dụng an ninh quốc gia như lý do để phản đối việc tiếp quản Danone, Unocal và việc DP World đấu thầu 6 cảng của Hoa Kỳ. Không có ví dụ nào được đưa ra ở trên rằng giá thầu ban đầu được coi là chống lại lợi ích cạnh tranh. Trong nhiều trường hợp, các cổ đông đã ủng hộ giá thầu nước ngoài. Ví dụ như ở Pháp sau khi Enel đấu thầu Suez bị phản đối bởi công ty khí đốt và năng lượng của Pháp – Gaz De France, các cổ đông của Suez đã phàn nàn và các công đoàn của Gaz De France đã náo động vì tư nhân hóa công việc của họ.
Gần đây hơn, các chính sách kinh tế được Steve Bannon ủng hộ sau cuộc bầu cử tổng thống Mỹ năm 2016 đã được coi là một (một phần) sự trở lại chủ nghĩa dân tộc kinh tế của thời kỳ Theodora Roosevelt.
Hiện tượng hiện đại của Liên minh châu Âu đã một phần dẫn đến sự trỗi dậy gần đây của chủ nghĩa dân tộc kinh tế. Toàn bộ Tây Âu đã trở nên toàn cầu hóa hơn về mặt kinh tế kể từ khi thế chiến II kết thúc, bao gồm hội nhập kinh tế và giới thiệu đồng euro. Điều này đã dẫn đến các tác động kinh tế tích cực, chẳng hạn như sự tăng lương ổn định. Tuy nhiên, từ những năm 1990 cho đến cuộc Đại suy thoái, ngày càng có nhiều sự ngờ vực đối với hệ thống toàn cầu hóa này. Với sự bất bình đẳng thu nhập ngày càng tăng và ít được bảo vệ trước các sự kiện kinh tế tự nhiên, nhiều người châu Âu đã bắt đầu chấp nhận chủ nghĩa dân tộc kinh tế. Điều này là do những người theo chủ nghĩa dân tộc kinh tế châu Âu hiện đại nhận thấy rằng nền kinh tế quốc gia họ nói chung trở nên toàn cầu hóa hơn với các giá phải trả là địa vị kinh tế của chính họ. Toàn cầu hóa, giống như kiểu người ta có thể thấy ở Liên minh châu Âu, rất dễ bị phản đối vì nó tạo ra người chiến thắng và kẻ thua cuộc. Những người mất việc làm do toàn cầu hóa có nhiều khả năng bị lôi kéo vào các đảng tán thành chủ nghĩa dân tộc kinh tế.
Mặc dù một số quốc gia châu Âu bị ảnh hưởng khác nhau, các quốc gia chứng kiến sự gia tăng đối với cổ phiếu thương mại Trung Quốc đã tiến xa hơn về mặt chính trị và thường ủng hộ các chính sách dân tộc và bảo hộ mậu dịch hơn. Ngay cả các ngành công nghiệp không bị ảnh hưởng bởi cú sốc thương mại Trung Quốc nói chung cũng chuyển sang các chính sách cánh hữu. Điều này cho thấy rằng, trong khi một số cử tri chuyển sang ủng hộ kinh tế do điều kiện kinh tế ngày càng tồi tệ, thì nhiều cử tri đã chuyển sang chính sách cánh hữu do phản ứng của toàn cộng đồng từ cú sốc thương mại Trung Quốc. Mặc dù cú sốc diễn ra vào những năm 1980, nhưng tác động kinh tế của nó vẫn ảnh hưởng đến các cử tri châu Âu ngày nay. Cụ thể, cuộc bỏ phiếu Brexit cho thấy tác động của cú sốc này đối với cử tri, vì các khu vực bị tác động lớn nhất của cú sốc thương mại Trung Quốc vẫn còn yếu kém về kinh tế (tính theo GDP bình quân đầu người) so với các khu vực khác như London, thậm chí hơn một thập kỷ sau. Có một mối tương quan tích cực mạnh mẽ ở các khu vực bị ảnh hưởng nhiều nhất bởi cú sốc thương mại Trung Quốc và sự gia tăng số phiếu rời Liên minh châu Âu.
Nhập cư đóng một phần lớn trong chính sách của những người theo chủ nghĩa dân tộc kinh tế hiện đại. Với một làn sóng nhập cư đáng kể, đặc biệt từ các khu vực Đông u và Trung Đông, những người hướng đến chủ nghĩa dân tộc kinh tế nhận thấy rằng bản sắc và văn hóa dân tộc của họ đã bị pha loãng bởi sự gia tăng người nhập cư. Mặc dù các nghiên cứu đã chỉ ra những cải thiện biên đối với cả việc làm và tiền lương của người bản xứ khi cạnh tranh với người nhập cư.
Tác động của việc châu Âu hướng tới một nền kinh tế toàn cầu hóa đã dẫn đến việc thông qua các chính sách dân tộc và sự ủng hộ của các đảng dân túy cánh hữu, thường tán thành các quan điểm dân tộc và bảo thủ xã hội – mặc dù cũng có sự gia tăng ủng hộ các đảng dân túy cánh tả, chẳng hạn như Podemos ở Tây Ban Nha và Syriza ở Hy Lạp.
Các đảng như vậy đã thành lập chính phủ ở một số nước châu Âu, bao gồm Ba Lan (Luật pháp và Công lý), Hungary (Fidesz), và có thể nói Vương quốc Anh, nơi Đảng bảo thủ, đứng đầu là Thủ tướng Boris Johnson, đã thu hút phần lớn hỗ trợ của Đảng Độc lập Vương quốc Anh (UK Independence Party, UKIP) kể từ Brexit. Đây là một ví dụ nổi bật về sự trỗi dậy của chủ nghĩa dân tộc và chống toàn cầu hóa, vì Brexit, kết quả của các chiến dịch kéo dài của UKIP và phe Eurosceptic của Đảng bảo thủ cho một cuộc trưng cầu dân ý toàn quốc, bị nhiều đối thủ coi là biểu hiện của chủ nghĩa dân tộc kinh tế (và xã hội) và rộng hơn là chủ nghĩa dân túy cánh hữu. Tuy nhiên, phần lớn các cuộc thăm dò ý kiến của Vương quốc Anh kể từ khi Brexit diễn ra đã cho thấy sự ủng hộ đối với việc tái gia nhập EU, hoặc ngừng quá trình Brexit trong giai đoạn 2016 – 2020, một phần có thể là do tác động kinh tế của thỏa thuận được EU và Vương quốc Anh đồng ý.

## Đánh giá
Sự ưa thích của người tiêu dùng đối với hàng hóa nội địa mang lại cho các nhà sản xuất nội địa quyền lực độc quyền, cho họ khả năng nâng giá để có được lợi nhuận lớn hơn. Các công ty sản xuất hàng hóa được sản xuất nội địa có thể tính phí cao hơn cho hàng hóa đó. Người tiêu dùng ưa chuộng sản phẩm của các nhà sản xuất nội địa cuối cùng có thể bị lợi dụng bởi các nhà sản xuất nội địa nhằm tối đa hóa lợi nhuận. Ví dụ, một chính sách bảo hộ ở Mỹ đã đặt thuế đối với xe ô tô nước ngoài, tạo cho các nhà sản xuất nội địa (Ford và thị trường GM) quyền lực thị trường cho phép họ tăng giá xe, điều này ảnh hưởng tiêu cực đến người tiêu dùng Mỹ, những người phải đối mặt với ít sự lựa chọn hơn và giá cao hơn. Hàng hóa được sản xuất tại nội địa có thể thu sự cao cấp nếu người tiêu dùng thể hiện sự ưa thích với nó, vì vậy các doanh nghiệp có động cơ để hàng hóa nước ngoài giống như hàng hóa nội địa nếu hàng hóa nước ngoài có chi phí sản xuất rẻ hơn so với hàng hóa nội địa.
Raymond Leslie Buell chỉ trích chủ nghĩa dân tộc kinh tế, cho rằng nó đã góp phần cạnh tranh và chiến tranh giữa các quốc gia khi họ được thúc đẩy để thôn tính các lãnh thổ chứa tài nguyên, thị trường và cảng biển.